# 雅瓜雷
18°54′21″S 40°04′33″W / 18.90583°S 40.07583°W
雅瓜雷（葡萄牙語：Jaguaré），是巴西的城鎮，位於該國東南部，由聖埃斯皮里圖州負責管轄，始建於1981年12月13日，面積656平方公里，2010年人口24,718，人口密度每平方公里37.66人。